# Herrarnas sabel vid olympiska sommarspelen 1992
Herrarnas sabel-tävling i de olympiska fäktningstävlingarna 1992 i Barcelona avgjordes den 2 augusti.

## Medaljörer
| Event         | Guld              | Silver            | Brons                      |
| Sabel, herrar | Bence Szabó (HUN) | Marco Marin (ITA) | Jean-François Lamour (FRA) |

## Resultat
| Placering | Fäktare                 | Land           |
| --------- | ----------------------- | -------------- |
| 1         | Bence Szabó             | Ungern         |
| 2         | Marco Marin             | Italien        |
| 3         | Jean-François Lamour    | Frankrike      |
| 4         | Giovanni Scalzo         | Italien        |
| 5         | Antonio García          | Spanien        |
| 6         | Ferdinando Meglio       | Italien        |
| 7         | Robert Kościelniakowski | Polen          |
| 8         | Jürgen Nolte            | Tyskland       |
| 9         | Jean-Philippe Daurelle  | Frankrike      |
| 10        | Grigorij Kirijenko      | OSS            |
| 11        | Csaba Köves             | Ungern         |
| 12        | Janusz Olech            | Polen          |
| 13        | Aleksandr Sjirsjov      | OSS            |
| 14        | Felix Becker            | Tyskland       |
| 15        | Zheng Zhaokang          | Kina           |
| 16        | Daniel Grigore          | Rumänien       |
| 17        | Jörg Kempenich          | Tyskland       |
| 18        | Franck Ducheix          | Frankrike      |
| 19        | Marek Gniewkowski       | Polen          |
| 20        | Georghij Pogosov        | OSS            |
| 21        | Mike Lofton             | USA            |
| 22        | Yang Zhen               | Kina           |
| 23        | Jean-Paul Banos         | Kanada         |
| 24        | Bob Cottingham          | USA            |
| 25        | György Nébald           | Ungern         |
| 26        | Vilmoş Szabo            | Rumänien       |
| 27        | Zisis Babanasis         | Grekland       |
| 28        | Jean-Marie Banos        | Kanada         |
| 29        | Raúl Peinador           | Spanien        |
| 30        | Alexandru Chiculiţă     | Rumänien       |
| 31        | Kirk Zavieh             | Storbritannien |
| 32        | Ian Williams            | Storbritannien |
| 33        | Gary Fletcher           | Storbritannien |
| 34        | Steve Mormando          | USA            |
| 35        | Tony Plourde            | Kanada         |
| 36        | Dario Torrente          | Sydafrika      |
| 37        | Ricardo Menalda         | Brasilien      |
| 38        | Jia Guihua              | Kina           |
| 39        | Esteban Mullins         | Costa Rica     |
| 40        | Luís Silva              | Portugal       |
| 41        | Hiroshi Hashimoto       | Japan          |
| 42        | Hein van Garderen       | Sydafrika      |
| 43        | Sami Al-Baker           | Saudiarabien   |
| 44        | José Luis Álvarez       | Spanien        |